# うーさーのその日暮らし
『うーさーのその日暮らし』（うーさーのそのひぐらし、wooser's hand-to-mouth life）は、宇佐義大による日本の個人ウェブサイト。2011年にはふじのきともこによりウェブコミック化され、2012年にはこのウェブコミックを元に書籍化・アニメ化された。

## 概要
約10年に渡り配信されている黄色い謎の生物うーさーとりんたちとのほのぼのとした自由気ままな日常を描いた宇佐義大の日記風コラム。2011年より星海社のサイト『最前線』において、ふじのきともこのイラストを加えた1コマ漫画を連載。この漫画を元にフルカラー印刷で単行本化され、テレビアニメ化もされる。アニメと連動して各種グッズも発売され、モータースポーツ『グッドスマイルレーシング』と、ブラウザゲーム「ぷちっと★ろっくしゅーたー」でコラボレーションを果たしている。。また『週刊アスキー』では1/7-14合併号から3/4号まで『うーさーとその日暮らし覚醒編』週アス出張版が短期連載された。

## 登場人物

### メインキャラクター
うーさー
声 - 宮野真守
インターネットに生息する謎の黄色い動物。3つの点のような顔を持つが、中央の点は口ではなく鼻。肉、金、制服、ギャルが大好き。
特に肉に関しては、大田原牛の親善大使を2012年から2014年まで務めたほどである。
丸くてやわらかそうで長い耳を持った愛らしい姿とは裏腹に、欲望に溢れた性格とシニカルな言動が特徴。
単行本第2巻・覚醒編第5話で「うーさー星」出身であることが明らかになったが、アニメ版で描かれたある出来事が理由で地球に留まっている。
アニメ版
しばしば、声を当てる宮野真守が演じたキャラクターの物真似をする。
「覚醒編」（以下“第2期”）第6話では、自身の乗った宇宙船を撃墜されて地球の民家に不時着した際に、民家に住んでいた夫婦二人を死なせてしまい、生き残った二人の赤ん坊（りんとれん）を保護者として育てたという回想が流れた。 第12話では大勢の黒い宇宙船相手に孤軍奮闘。最後は敵の母艦に特攻を仕掛け、地球に迫る危機をその身を挺して守り通した。
「夢幻編」（以下“第3期”）第1話ではこの直後が描かれ（メカウーサーの記述も参照）ダスウサの機転で命こそ助かったものの、地球へ帰れぬまま異空間を漂っていたが、色々あって（#ゲストキャラクター>ウルトラマンゼロの記述を参照）なんとか地球へ帰還。海や砂漠を超える長征の果てに帰宅したが、りんとれんにはその事実を全く信じてもらえなかった。
アニメ『宇宙パトロールルル子』の宣伝大使を務めた縁で、第2話に少しだけゲスト出演している。
りん
声 - 小澤みのり
うーさーが居候している家の素直な女の子。茶髪で貧乳。料理が得意。
れん
声 - 長宗春佳
りんの双子の妹。活発で男勝りな性格で、黒髪で巨乳。
ダスウサ
声 - 神谷浩史
れんと一緒にいるうーさーにそっくりな謎の黒い動物。名前のダスは「ダース(Darth)」の略。その正体はうーさーが開発した進化し続ける万能メカ。うーさーのことは自らを造った畏敬と憐憫などを込め「ご主人様」と呼ぶ。
アニメ版
第2期ではしゃべるシーンやビームを発射する（どこから発射するかは不明）シーンがあるほか、第2期第4話のエンドトークでは『カーニヴァル』に登場する花礫のコスプレをした。第3期第2話で「うーさーの悪口を言うと良心回路がオーバーロードして自爆する」という設定が明らかになった。
ゆう
声 - Tia
りんたちのクラスメイト。花の髪飾りとマニアックな無駄知識を持つ、おっとりとしたマイペースな少女。
第2期第1話では初めてリアル頭身になっている。4人の中で一番小柄。
名前を呼んではいけないあの動物
声 - 諏訪部順一
ゆうと一緒にいる白いフクロウのような動物。ゆうと色違いの髪飾りを付けているほか、うーさーを連れ去ってしまうほどの飛行力がある。
名前はあるようだが、呼ぶと大変なことになるため、皆でいないモノとして扱っている。スタッフやファンの間では「名物（なぶつ）」と略称される。
アニメ版
第3期第4話のみしゃべるシーンが設けられた。
みほ
声 - 佐藤悠里
りんたちのクラスメイト。お団子頭とあじぽんのネックレスがトレードマーク。思ったことをそのまま言ってしまう明るい少女。
第2期第1話では初めてリアル頭身になっている。4人の中では一番背が高い。
あじぽん
声 - 水樹奈々
みほが飼っている真っ黒なタヌキ。タヌキゆえに単純で純粋。皆のマスコット的存在。
アニメ版
「名前を呼んではいけないあの動物」同様、第3期第4話のみしゃべるシーンが設けられた。黒焦げにされる（2期7話）、生き埋めにされる（2期10話）、巨大バッタに踏まれる（3期8話）、回転式拳銃で頭を撃たれて死亡する（3期11話）など不幸な役回りを演じることが多い。第3期最終話では異星人が擬態したあじぽんも登場した。

### その他
お知らせうーさー
声 - 田村ゆかり、宮野真守（第2期第11話、第3期第8話）
公式Twitterキャラ。外見は桃色のうーさーだが、その正体やうーさーとの関連性は不明。
アニメ第2期では第3・11話、第3期では第2・5・7・10話冒頭、第8話の劇中、第12話のエンドトーク及び最終話のエンドクレジットに登場。
メカウーサー
声 - 宮野真守
うーさー型のロボット。左腕はドリルになっている。補助ブースターによる大気圏離脱が可能。大きさは不明だが、第2期第8話でりんは「100メートル以上ある」と発言している。
第1期第10話では大ウーサー軍団が送り出した巨大ロボットとして登場。町で破壊活動を行っていたが、ウーサーツインの機転で金が弱点であることが暴かれ、ウーサーツインヴィンテージで空から大量に降ってきた札束と金の延べ棒に巻き込まれて爆散した。
第2期第12話ではうーさーの乗機として登場。同話終盤で大破寸前に陥るも、機体に搭載されていたトランザムシステムを利用した特攻で地球の危機を救う。しかし第3期第1話ではダスウサが独自の判断でクアンタムシステムを起動させたため、自爆していなかったということが判明する。小さなメカウーサーが内蔵されており、脱出ポッドとして機能する。
中二先輩
うーさーが飼っているオッドアイの猫。モデルは宇佐義大の飼い猫。
うーさーバスター
制服欲しさに巨大化したうーさーを退治するために出撃した人型ロボット。りんとれんの乗機で、2人の自衛手段のためにうーさーが作った。
アニメでは第1期第8話・第13話、第2期第12話に登場。第1期第13話ではウイングと合体した「グレートうーさーバスター」が登場した。
ウーサーツイン
声 - 小澤みのり(リンリンリーン)、長宗春佳(レンレンレーン)
魔法の力でりんがリンリンリーンに、れんがレンレンレーンに変身した姿。
アニメでは第1期第10話、第3期第8話に登場。外見がリアル頭身になり変身シーンも導入されたが、第1期第10話ではレンレンレーンの変身シーンが尺の都合で割愛されており、第3期第8話ではリンリンリーンの変身シーンが「めたもろいど うーさー」の宣伝を兼ねたものになっている。
必殺技は空から様々な物を落とす「ウーサーツインヴィンテージ」。第1期第10話では大量の札束と金の延べ棒でメカうーさーを倒し、第3期第8話では非常に大きい制汗剤で巨大バッタに改造されたうーさーを倒した。
着ぐるみうーさーさま
イベントなどで使用しているうーさーの着ぐるみ。オリジナルより足が長いのが特徴。アニメでは第2期第1話でうーさーが、第3期第3話では三ヶ月ゆいが使用している。
アニメ『ロボットガールズZ』では「チームZにフルボッコにされる」という条件で第6.5話にゲスト出演した。
ダスウサMk-II
声 - 神谷浩史
第3期第2話に登場。毎日インターネット三昧でダラけきったうーさーを更生させるため、ダスウサが2時間という製作期間で作った新たなダスウサ。濃紺色のボディーとピンク色のMk-IIのロゴが特徴。行動・言動は非常に乱暴で、胡散臭い関西弁を喋る。Mk-IIに出番を取られて、お払い箱になってしまうことを怖れたダスウサの手によって爆破処理された。

### ゲストキャラクター
すべてアニメ版において各話のゲストとして登場（一部キャラクターは複数回に登場）。
しゅうまいくん
アニメ第1期第3話冒頭に登場。王様になりたがっていたうーさーの頭に載っている。
第2期第3話では水族館の水槽に紛れ込んでいた。
メロン熊
アニメ第1期第5話に登場。北海道物産センター夕張店のマスコットキャラクター。
本編中では執拗にうーさーに噛み付こうとする。
ミルキィホームズ
アニメ第1期第11話に登場。『探偵オペラ ミルキィホームズ』からのゲスト出演。試食コーナーで雑談を繰り広げる。
シャーロック・シェリンフォード
声 - 三森すずこ
譲崎ネロ
声 - 徳井青空
エルキュール・バートン
声 - 佐々木未来
コーデリア・グラウカ
声 - 橘田いずみ
ニセパンダ
アニメ第1期第12話冒頭に登場。『戦勇。』からのゲスト出演。
ミス・モノクローム
声 - 堀江由衣
アニメ第2期第1話・第12話、第3期第5・13話に登場。『ミス・モノクローム -The Animation-』からのゲスト出演。
また、第3期第5話ではルーちゃんとマネオがゲスト出演しており、うーさーも同時間で放送されたミス・モノクロームのアニメにゲスト出演しており双方の内容はリンクしている。
3期13話のうーさーとミス・モノクロームらの屋台でのやりとりは映画ブレードランナーのパロディである。
イオナ
声 - 渕上舞
アニメ第2期第2話冒頭、第3期第6話に登場。『蒼き鋼のアルペジオ -アルス・ノヴァ-』からのゲスト出演。第3期ではリアル頭身のメンタルモデルと潜水艦が登場。
どーにゃつ
声 - 田村ゆかり
アニメ第2期第3話・第5話・第12話に登場。劇場アニメ『どーにゃつ』からのゲスト出演。
国家防衛最高機関「輪（サーカス）」
アニメ第2期第4話・第12話に登場。『カーニヴァル』からのゲスト出演。
ニャンペローナ
声 - 宮野真守
第2期第4話ではうーさーの着ぐるみという扱い。
ツクモ
第2期第4話のエンドトーク、第12話のワンシーンで登場。
神衣・鮮血
声 - 関俊彦
アニメ第2期第5話冒頭に登場。『キルラキル』からのゲスト出演。
制服を着るか着られるか、制服好きのうーさーと激闘を繰り広げる。
赤嶺伊紅
アニメ第2期第5話のエンドトークに登場。『わくらばん』からのゲスト出演。
2014年2月4日に発売した『週刊アスキー』2月18/25合併号ではうーさーが『わくらばん』にゲスト出演している。
チェインバー
声 - 杉田智和
アニメ第2期第6話冒頭とエンドトークに登場。『翠星のガルガンティア』からのゲスト出演。
ヴェーダ
アニメ第2期第7話冒頭、第3期第1話のワンシーンに登場。『機動戦士ガンダム00』からのゲスト出演。
本作では声優ネタとしてダスウサがヴェーダにアクセスし、ティエリア・アーデを真似た。
如月千早
声 - 今井麻美
アニメ第2期第8話に登場。『THE IDOLM@STER』からのゲスト出演。
放送日の2月25日は千早の誕生日という設定なので、うーさーたちが誕生日を祝ったが、自宅に無断侵入して待ち伏せしていたので逆に怖がられた。
エンドカードでは『ぷちます!』から、ちひゃーとはるかさんが登場している。
クマ
声 - 山口勝平
アニメ第2期第9話冒頭とエンドトークに登場。『ペルソナ4シリーズ』および『ペルソナQ シャドウ オブ ザ ラビリンス』からのゲスト出演。
モノクマ
声 - 大山のぶ代
アニメ第2期第10話冒頭とエンドトークに登場。『ダンガンロンパ』からのゲスト出演。
学級裁判にて、うーさーを「クロ」ではなく「有罪」で判決する。
秋山優花里
声 - 中上育実
アニメ第2期第11話のエンドトークに登場。『ガールズ&パンツァー』からのゲスト出演。
この回は冒頭とエンドトークでうーさー達が『ガールズ&パンツァー』の挿入歌「あんこう音頭」を踊るシーンがある。
モノミ
アニメ第2期第12話に登場。『スーパーダンガンロンパ2』からのゲスト出演。
ピヨちゃん
アニメ第2期第12話に登場。『うたの☆プリンスさまっ♪』からのゲスト出演。
ウルティメイトフォースゼロ
アニメ第3期第1話に登場。『ウルトラシリーズ』からのゲスト出演。異空間に漂っていたうーさーを地球へ導いた。
ウルトラマンゼロ
声 - 宮野真守
ウルティメイトフォースゼロのリーダー。
グレンファイヤー、ミラーナイト、ジャンボット、ジャンナイン
ウルティメイトフォースゼロのメンバー。
ピグモン
アニメ第3期第1話に登場。『ウルトラシリーズ』からのゲスト出演。
メトロン星人
アニメ第3期第1話に登場。『ウルトラシリーズ』からのゲスト出演。エンドトークではちゃぶ台を囲んで座った姿も見せた。
くらすけ
アニメ第3期第2話冒頭に登場。鳥取県倉吉市のイメージキャラクター。
アイドル町おこし計画スタッフ
アニメ第3期第3話のエンドトークに登場。『普通の女子校生が【ろこどる】やってみた。』からのゲスト出演。
また、うーさーはゆるキャラグランプリのコラボ企画で魚心くんと共演したことがある。
三ヶ月ゆい
声 - 吉岡麻耶
本作では着ぐるみうーさーさまの中の人を担当した。
魚心くん
三ヶ月ゆいが着ぐるみうーさーさまを着用していたため、本作ではうーさーが中の人を担当した。
アンジェラ・バルザック
声 - 釘宮理恵
アニメ第3期第4話冒頭に登場。『楽園追放 -Expelled from Paradise-』からのゲスト出演。
地球の環境を「ホコリっぽい大気」と酷評した挙句、うーさーが居候している家をアーハンで押し潰していた。
スピカ、スマ子
声 - 石原夏織(スピカ)、小倉唯(スマ子)
アニメ第3期第6話冒頭及び第12・13話に登場。第3期の放送枠である『ULTRA SUPER ANIME TIME』からのゲスト出演。
ジングルテーマ「ウルトラスーパーアニメタイム」をバックにタイトルコールをしようとするも、タラバガニを持ったうーさーに妨害された。12話ではニュースリポーターとして、13話ではラーメン屋の店員として登場している。
霧の艦隊
第3期第6話に登場。『蒼き鋼のアルペジオ -アルス・ノヴァ-』からのゲスト出演。潜水艦も舞台のセットだと思われていたが、実はうーさー曰く「身内の会社から拝借して来た」本物。
キリシマ
声 - 内山夕実
本作ではクマのぬいぐるみ「ヨタロウ」を着こんだ姿で登場。銀幕デビュー済みの経験をうーさーに利用される。
ハルナ
声 - 山村響
リアル頭身のメンタルモデルと戦艦が登場。エンドトークでは『霧くまs』におけるヨタロウ姿で登場した。
HIME
声 - Victoria Holden
アニメ第3期第7話冒頭・第10話に登場。『Crunchyroll』からのゲスト出演。英語で話すも、お知らせうーさーからは困惑されていた。
謎の仮面の剣士
声 - 岸田メル
アニメ第3期第10話に登場。即売会で同人誌を売っている。りんとれんはイラストの可愛さと本人の奇天烈な格好のギャップに仰天していた。
仮面に2本の剣を構えた姿は、以前岸田メル本人が公開した画像が元ネタ。
女の子たち
声 - 陶山恵実里(女の子A)、中村朱里(女の子B)、木下ひより(女の子C)、西七海(女の子D)
アニメ第3期第10話に登場。同人誌を販売する四人の女の子。『虹のコンキスタドール』からコラボ出演。
バルタン店長、カネゴン
アニメ第3期第12話のエンドトークに登場。『怪獣酒場 カンパーイ！』からのゲスト出演。来店していたお知らせうーさーの態度が突然豹変したことに驚いていた。

## 書籍
星海社より発行。
1. 2012年9月10日発売　ISBN 978-4062179812
2. 2013年11月7日発売　ISBN 978-4062186988

## テレビアニメ
短編アニメとしてこれまで第3期まで制作・放送された。第1・2期は5分枠で放送され、第3期は1話約8分で放送。放送局は各期ごとに多少の変更がある（詳しくは後述）。
ネット配信は3期すべてニコニコ動画を中心に配信されている。
サンジゲンが、テレビ放送としては初めて制作元として手がけた作品でもある。
3DCG描画を基本としながら平面っぽく、一般的な2Dアニメテイストの動き（セルタッチ・コマ割り動画）で表現されている。
場合によっては2Dの手描きアニメ・イラストも併用する（第1期の第6話ではぽよよんろっくがデザインを担当）。3期12話では全編デジタル作画で行っている。
原作者はアニメ化の際の要望として「うーさーの配役」「主題歌の担当者」「3Dアニメ」を具体的に希望した所、全て叶ったという逸話がある。
なお、作中ではコラボ関係として各所にマスコットキャラクターやポスターが点在していたり、うーさー役の宮野が演じた作品関係のモノマネが登場したりする。
第1期
2012年10月から同年12月まで、テレビ東京で放送。ストーリーは原作本の1ページを基に、登場人物が掛け合うショートストーリーになるような構成となっている。
同年12月29日 土曜 3時35分 - 4時35分には『帰ってきた『うーさーのその日暮らし』年末一挙再放送スペシャノレ』が放送された。
第1期公式サイトでは毎週、クイズ「うーさーなぞなぞ」が公開された。
第2期
2014年1月から同年3月まで第2期『うーさーのその日暮らし 覚醒編』（うーさーのそのひぐらし かくせいへん）がテレビ東京で放送された。
スタッフの大部分を変更し、アニメ制作元にはサンジゲンと同じくウルトラスーパーピクチャーズ（USP）グループ会社であるライデンフィルムも今回のみ共同制作で参加。
第2期では宮野が演じた作品だけでなくUSPが手掛けた作品などと様々なコラボを実施した。
また、第1期が単発短編を中心とした構成であったのに対し、第2期では最終回に関わるいくつかの緩やかな連続ストーリーも時折描かれた。
第1期と第2期はサブタイトルが三題噺構成である。
第3期
2014年12月24日、アニメ第3期の制作発表に伴い第2期ラストの続きを示唆する「再起動」ティザームービーを公開。翌2015年3月14日には、第3期『うーさーのその日暮らし 夢幻編』（うーさーのそのひぐらし むげんへん）というタイトルとメインスタッフ及び2015年7月から同年9月まで放送された。
監督は水島精二に交替し、脚本は毎回違うシナリオライターが執筆する（各話リスト参照）。また、オープニング映像は神風動画が手掛けた。
放送局は従来のテレ東から独立局・TOKYO MXとBS局・BS11に変更。両局とも放送枠は本作を含めたUSPがプロデュースする短編アニメオムニバス枠『ULTRA SUPER ANIME TIME』での放送となった。
なお、ニコニコ動画で1期・2期は初回の三話分のみが無料で視聴できたが、3期は一話だけが常時無料に変更された。

### スタッフ
|                              | 第1期                                         | 第2期                                         | 第3期                                         |
| ---------------------------- | --------------------------------------------- | --------------------------------------------- | --------------------------------------------- |
| 原作・キャラクター原案       | 宇佐義大（うーさーのその日暮らし / 星海社刊） | 宇佐義大（うーさーのその日暮らし / 星海社刊） | 宇佐義大（うーさーのその日暮らし / 星海社刊） |
| キャラクターデザイン         | ふじのきともこ                                | ふじのきともこ                                | ふじのきともこ                                |
| 監督                         | 山田豊徳                                      | セトウケンジ                                  | 水島精二                                      |
| シリーズ構成                 | ふでやすかずゆき                              | 宇佐義大                                      | 宇佐義大                                      |
| シリーズ構成                 | 中村能子                                      |                                               |                                               |
| 演出                         |                                               |                                               | 水島精二                                      |
| CGディレクター               | 石田竜介                                      | 石田竜介                                      | 石川真平                                      |
| CGディレクター               | 川端玲奈、横山彩子                            |                                               |                                               |
| キャラクターモデリング       | 伊藤彩                                        |                                               |                                               |
| 色彩設計                     | 北川順子                                      | 北川順子                                      | 北川順子                                      |
| 美術監督                     |                                               | 大橋由佳                                      | 大橋由佳                                      |
| 撮影監督                     | 石塚恵子                                      | 石塚恵子                                      | 石塚恵子                                      |
| 編集                         | 廣瀬清志                                      | 長谷川舞                                      | 長谷川舞                                      |
| 音響監督                     | 小泉紀介                                      | 小泉紀介                                      | 小泉紀介                                      |
| 音楽                         | 若田部誠、坂部大介                            | 若田部誠、坂部大介                            | 若田部誠、坂部大介                            |
| プロデューサー               | 宇佐義大（第3期はチーフP）                    | 宇佐義大（第3期はチーフP）                    | 宇佐義大（第3期はチーフP）                    |
| プロデューサー               | 佐々木亮                                      | 佐々木亮                                      | 中路亮輔、斉田秀之 植木達也                   |
| プロデューサー               | 吉田壮宏                                      | 伊藤円                                        | 中路亮輔、斉田秀之 植木達也                   |
| アニメーションプロデューサー | 松浦裕暁、里見哲朗                            | 松浦裕暁、里見哲朗                            | 上薗隆浩                                      |
| アニメーションプロデューサー | 土田大亮                                      |                                               |                                               |
| アニメーション制作           | サンジゲン                                    | サンジゲン                                    | サンジゲン                                    |
| アニメーション制作           | ライデンフィルム                              |                                               |                                               |
| 製作                         | Project wooser                                | Project wooser2                               | Project wooser3                               |

### 主題歌
「ラブミーギミー」
Tiaによる第1期主題歌。作詞・作曲はryo。
第3期第8話でも挿入歌として使用。
「NEW ORDER」
宮野真守による第2期主題歌。作詞・作曲・編曲はSTY。
「ちょっと出かけてきます」
Tiaによる第2期第12話主題歌。作詞・作曲はryo。
「Lucky Girl*」
Yun*chiによる第3期主題歌。作詞はカワムラユキ、作曲・編曲は☆Taku Takahashi & Tachytelic (R)。

#### 挿入歌・挿入曲
いずれも第3期で使用。
「ウルトラマンゼロのテーマ」
第1話挿入曲。作曲は川井憲次、編曲は原文雄。
「私だけの物語」
ミス・モノクロームによる第5話挿入歌。作詞・作曲・編曲はdezzy。
「魂の躍動」
第6話挿入曲。作曲・編曲は甲田雅人。
「THE☆有頂天サマー!!」
虹のコンキスタドールによる第10話挿入歌。作詞はNOBE、作曲は村カワ基成、編曲は村カワ基成・ミナミトモヤ。
「トライアングル・ドリーマー」
虹のコンキスタドールによる第10話挿入歌。作詞・作曲・編曲は村カワ基成。

### 各話リスト
| 話数   | サブタイトル                                                        | 脚本                 | 絵コンテ                          | 作画                  |       |       |       |
| 第1期  | 第1期                                                               | 第1期                | 第1期                             | 第1期                 | 第1期 | 第1期 | 第1期 |
| ------ | ------------------------------------------------------------------- | -------------------- | --------------------------------- | --------------------- | ----- | ----- | ----- |
| 第1話  | 肉とパンダとうーさーと                                              | ふでやすかずゆき     | 山田豊徳 千葉高雪 関谷真実子      | 関谷真実子            |       |       |       |
| 第2話  | 星とロックとうーさーと                                              | ふでやすかずゆき     | 千葉高雪                          | 関谷真実子            |       |       |       |
| 第3話  | 富と権威とうーさーと                                                | ふでやすかずゆき     | 山田豊徳 千葉高雪 kapu            | 関谷真実子            |       |       |       |
| 第4話  | 萌とチェケラとうーさーと                                            | ふでやすかずゆき     | 山田豊徳 関谷真実子 kapu          | 関谷真実子            |       |       |       |
| 第5話  | 熊とグルメとうーさーと                                              | ふでやすかずゆき     | 山田豊徳 千葉高雪                 | 関谷真実子            |       |       |       |
| 第6話  | 海と水着とうーさーと                                                | ふでやすかずゆき     | 山田豊徳 国分寺祭                 | 関谷真実子            |       |       |       |
| 第7話  | 森とお風呂とうーさーと                                              | ふでやすかずゆき     | 千葉高雪                          | 関谷真実子            |       |       |       |
| 第8話  | 暇とマシンとうーさーと                                              | ふでやすかずゆき     | 関谷真実子 名倉晋作               | 関谷真実子            |       |       |       |
| 第9話  | 虫と仮面とうーさーと                                                | ふでやすかずゆき     | 山田豊徳 千葉高雪 関谷真実子 kapu | 高井里沙              |       |       |       |
| 第10話 | 金と魔法とうーさーと                                                | ふでやすかずゆき     | 千葉高雪 国分寺祭                 | 高井里沙              |       |       |       |
| 第11話 | 霊とオペラとうーさーと                                              | ふでやすかずゆき     | 山田豊徳 千葉高雪 関谷真実子      | 関谷真実子 高井里沙   |       |       |       |
| 第12話 | 愛と別れとうーさーと                                                | ふでやすかずゆき     | 山田豊徳 千葉高雪 関谷真実子 kapu | 高井里沙              |       |       |       |
| 第13話 | 拳とパンツとうーさーと                                              | ふでやすかずゆき     | 山田豊徳                          | -                     |       |       |       |
| 第2期  |                                                                     |                      |                                   |                       |       |       |       |
| 第1話  | 始動 〜とある日の風景、少女たちの日常、帰ってきたうーさー〜         | -                    | セトウケンジ                      | 伊部由起子 森本由布希 |       |       |       |
| 第2話  | 正義 〜孤独なる戦い、母に誓う勝利、引き分け狙いのうーさー〜         | -                    | セトウケンジ                      | -                     |       |       |       |
| 第3話  | 王国 〜色あせた記録、色褪せぬ記憶、世界一かわいいうーさー〜         | -                    | セトウケンジ                      | -                     |       |       |       |
| 第4話  | 進化 〜儚き夢の欠片、きらめく星の導き、我が道を行くうーさー〜       | -                    | 関谷真実子                        | -                     |       |       |       |
| 第5話  | 約束 〜制服にかける情熱、ファミレスでもいい、燃え滾るうーさー〜     | -                    | セトウケンジ                      | -                     |       |       |       |
| 第6話  | 信頼 〜真夏の夜の幻、機械仕掛けの戦友、友達が少ないうーさー〜       | -                    | セトウケンジ                      | -                     |       |       |       |
| 第7話  | 必然 〜変わりゆく世界、その先にある未来、進む気がないうーさー〜     | 中村能子             | 関谷真実子                        | 相田誠                |       |       |       |
| 第8話  | 喝采 〜祝福の時、わきまえたい常識、わきまえないうーさー〜           | 中村能子             | セトウケンジ                      | -                     |       |       |       |
| 第9話  | 追憶 〜本当の自分、向かい合うべき真実、目を逸らすうーさー〜         | 中村能子             | セトウケンジ                      | -                     |       |       |       |
| 第10話 | 因果 〜現れた最強の敵、抗えぬ過酷な運命、裁かれるうーさー〜         | 中村能子             | 関谷真実子                        | -                     |       |       |       |
| 第11話 | 希望 〜ラララララララララーラララー、ラララララララララーラララー〜 | 中村能子             | 臼井文明                          | -                     |       |       |       |
| 第12話 | 覚醒 〜星空に描く愛、プレゼントはオレだ、ありがとううーさー〜       | 中村能子             | セトウケンジ                      | -                     |       |       |       |
| 第3期  |                                                                     |                      |                                   |                       |       |       |       |
| 第1話  | wooser's hand to mouth life is back again                           | 宇佐義大             | 水島精二                          | -                     |       |       |       |
| 第2話  | 策士うーさー、その卑劣なる謀略                                      | 黒田洋介             | 水島精二                          | -                     |       |       |       |
| 第3話  | うーさー先生、締め切りとの戦い                                      | 中村能子             | セトウケンジ                      | -                     |       |       |       |
| 第4話  | うーさー教授曰く、すべてはJ/Kになる                                 | 本田雅也             | 山田豊徳                          | -                     |       |       |       |
| 第5話  | うーさー53、私アイドルになります                                    | ふでやすかずゆき     | 関谷真実子                        | -                     |       |       |       |
| 第6話  | うーさー監督、黄昏の映画狂時代                                      | 上江洲誠             | 関谷真実子                        | -                     |       |       |       |
| 第7話  | 村人うーさー、その獣の本性                                          | イシイジロウ         | 水島精二                          | -                     |       |       |       |
| 第8話  | 白昼夢うーさーの変身ふたたび                                        | 綾奈ゆにこ           | 山口ひかる                        | -                     |       |       |       |
| 第9話  | 青い海白い砂浜、黒いうーさー                                        | コヤマシゲト         | 水島精二                          | -                     |       |       |       |
| 第10話 | ハンターうーさー、祭りの掟                                          | 高河ゆん             | 水島精二                          | -                     |       |       |       |
| 第11話 | 名探偵うーさー、最後の事件                                          | 小高和剛             | 黒川智之                          | -                     |       |       |       |
| 第12話 | うーさーの優しい世界                                                | 髙橋龍也             | 水島精二                          | -                     |       |       |       |
| 第13話 | wooser's hand to mouth life a dream play...                         | 虚淵玄(ニトロプラス) | 水島精二                          | -                     |       |       |       |

### 放送局
| 放送地域   | 放送局     | 放送期間                 | 放送日時                     | 放送系列       | 備考                                                                 |
| 第1期      | 第1期      | 第1期                    | 第1期                        | 第1期          | 第1期                                                                |
| ---------- | ---------- | ------------------------ | ---------------------------- | -------------- | -------------------------------------------------------------------- |
| 関東広域圏 | テレビ東京 | 2012年10月3日 - 12月19日 | 水曜 1:35 - 1:40（火曜深夜） | テレビ東京系列 |                                                                      |
| 日本全域   | AT-X       | 2012年10月7日 - 12月30日 | 日曜 18:25 - 18:30           | CS放送         | リピート放送あり                                                     |
| 第2期      |            |                          |                              |                |                                                                      |
| 関東広域圏 | テレビ東京 | 2014年1月8日 - 3月26日   | 水曜 1:35 - 1:40（火曜深夜） | テレビ東京系列 |                                                                      |
| 日本全域   | AT-X       | 2014年1月13日 - 3月31日  | 月曜 23:15 - 23:20           | CS放送         | リピート放送あり                                                     |
| 第3期      |            |                          |                              |                |                                                                      |
| 東京都     | TOKYO MX   | 2015年7月3日 - 9月25日   | 金曜 23:00 - 23:30           | 独立局         | 『ULTRA SUPER ANIME TIME』枠内23:09頃から放送 エムキャスでも同時配信 |
| 日本全域   | BS11       | 2015年7月6日 - 9月28日   | 月曜 1:00 - 1:30（日曜深夜） | BS放送         | 『ULTRA SUPER ANIME TIME』枠内1:09頃から放送                         |

ネット配信
| 配信サイト         | 配信開始日    | 配信時間           | 備考                                                                    |
| 第1期              | 第1期         | 第1期              | 第1期                                                                   |
| ------------------ | ------------- | ------------------ | ----------------------------------------------------------------------- |
| ニコニコチャンネル | 2012年10月3日 | 水曜 1:40 更新     |                                                                         |
| 第2期              |               |                    |                                                                         |
| ニコニコチャンネル | 2014年1月8日  | 水曜 1:40 更新     |                                                                         |
| 第3期              |               |                    |                                                                         |
| ニコニコチャンネル | 2015年7月3日  | 金曜 23:30 更新    | 第1話無料、第2話以降1週間無料                                           |
| ニコニコ生放送     | 2015年7月11日 | 土曜 22:30 - 23:00 | 『ULTRA SUPER ANIME TIME』枠内22:38頃より放送                           |
| バンダイチャンネル | 2015年7月28日 | 火曜 12:00 更新    | 第1話無料、第2話以降有料 有料会員は全話見放題 第1話 - 第4話同時配信開始 |
| GYAO!              | 2015年7月28日 | 火曜 12:00 更新    | 第1話無料、第2話以降1週間無料 第1話 - 第4話同時配信開始                 |

### BD / DVD
BDはバンダイビジュアル、DVDはグッドスマイルカンパニーよりそれぞれ発売。
| 期    | 巻    | 発売日         | 収録話                      | 規格品番  | 規格品番  | 規格品番 |
| 期    | 巻    | 発売日         | 収録話                      | BD限定版  | BD通常版  | DVD      |
| ----- | ----- | -------------- | --------------------------- | --------- | --------- | -------- |
| 第1期 | 第1期 | 2013年3月22日  | 第1 - 12話 第13話（BDのみ） | BCXM-0718 | BCXA-0707 | G44030   |
| 第2期 | 第2期 | 2014年5月28日  | 第1 - 12話                  | BCXM-0831 | BCXA-0830 | G44959   |
| 第3期 | 上    | 2015年9月25日  | 第1話 - 第6話               | BCXM-1014 | BCXA-1012 |          |
| 第3期 | 下    | 2015年10月28日 | 第7話 - 第13話              | BCXM-1015 | BCXA-1013 |          |

| テレビ東京 水曜 1:35 - 1:40（火曜深夜）                                       | テレビ東京 水曜 1:35 - 1:40（火曜深夜） | テレビ東京 水曜 1:35 - 1:40（火曜深夜） |
| 前番組                                                                        | 番組名                                  | 次番組                                  |
| ----------------------------------------------------------------------------- | --------------------------------------- | --------------------------------------- |
| カードファイト!! ヴァンガード アジアサーキット編 （再放送） （25:30 - 26:00） | うーさーのその日暮らし                  | 戦勇。 （第1期）                        |
| ミス・モノクローム -The Animation-                                            | うーさーのその日暮らし 覚醒編           | カリーノ・コニ                          |
| TOKYO MX・BS11 ULTRA SUPER ANIME TIME第2部                                    |                                         |                                         |
| -                                                                             | うーさーのその日暮らし 夢幻編           | ミス・モノクローム -The Animation- 3    |

## ライトノベル
2014年3月25日にライトノベルレーベルのMF文庫よりアナザーストーリー『ウサギツキ双魔鏡』が発売された（ISBN 978-4-04-066390-6）。著者は樋口司、構成は杉井光、原案は宇佐義大、イラストは三輪士郎。
ノベル版登場人物
- 平野蒼太
- 宇津木リン
- 宇津木レン